# Vysoká pri Morave
Vysoká pri Morave (bis 1948 slowakisch „Hochštetno“; deutsch Hochstetten oder Hochstätten, ungarisch Nagymagasfalu; 1888–1907 Magasfalu; bis 1882 Hochstettnó) ist eine Gemeinde in der Westslowakei.

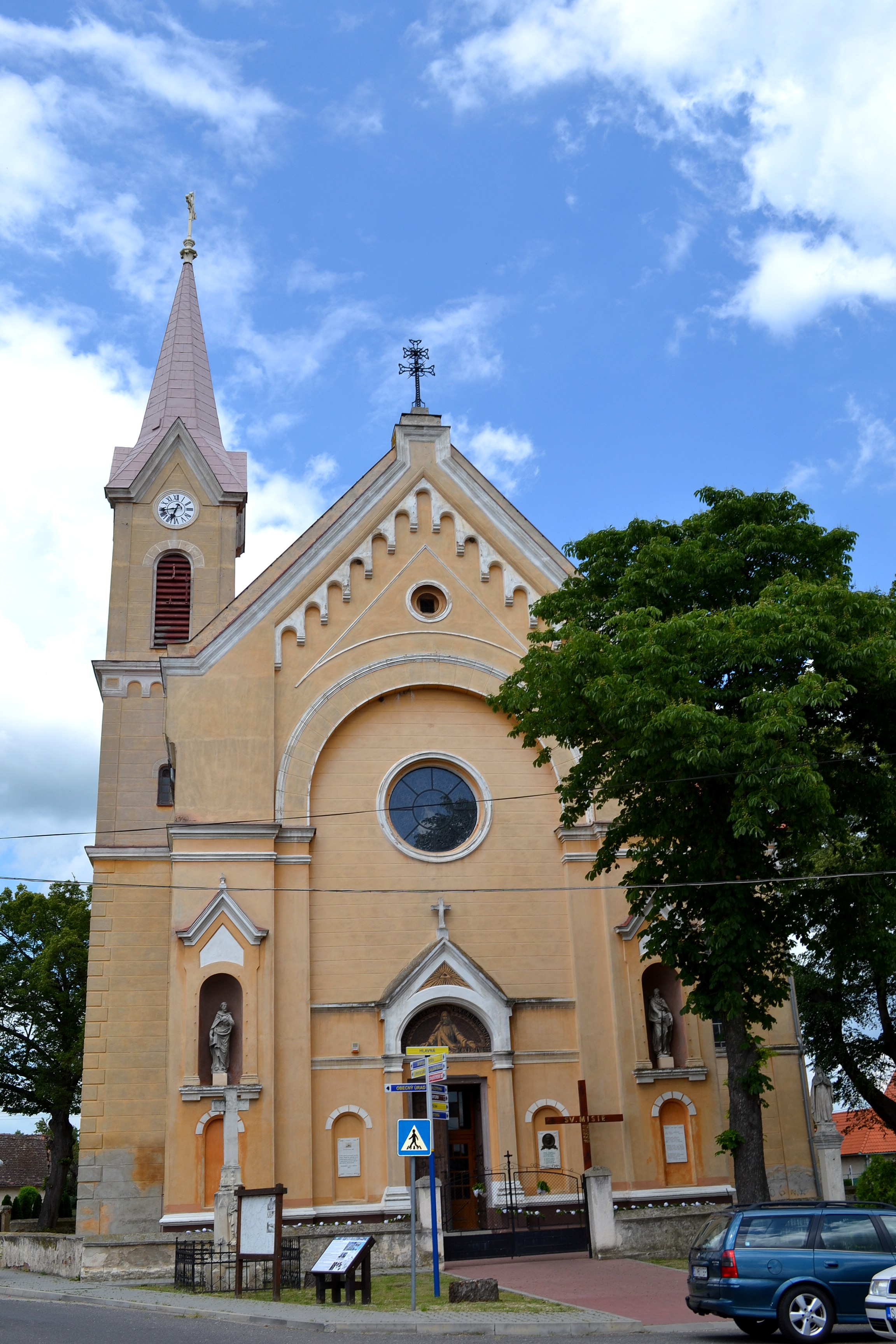
St.-Andreas-Kirche

## Lage
Der Ort liegt in der Region Záhorie am Ufer der March (Morava), die die Grenze zu Österreich bildet. Er befindet sich im Landschaftsschutzgebiet Záhorie (slow. Chránená krajinná oblasť Záhorie). Die Nachbargemeinden sind Záhorská Ves und Zohor, die nächsten Städte Malacky (Nordosten), Stupava (Südosten) und die Hauptstadt Bratislava (Südsüdosten).

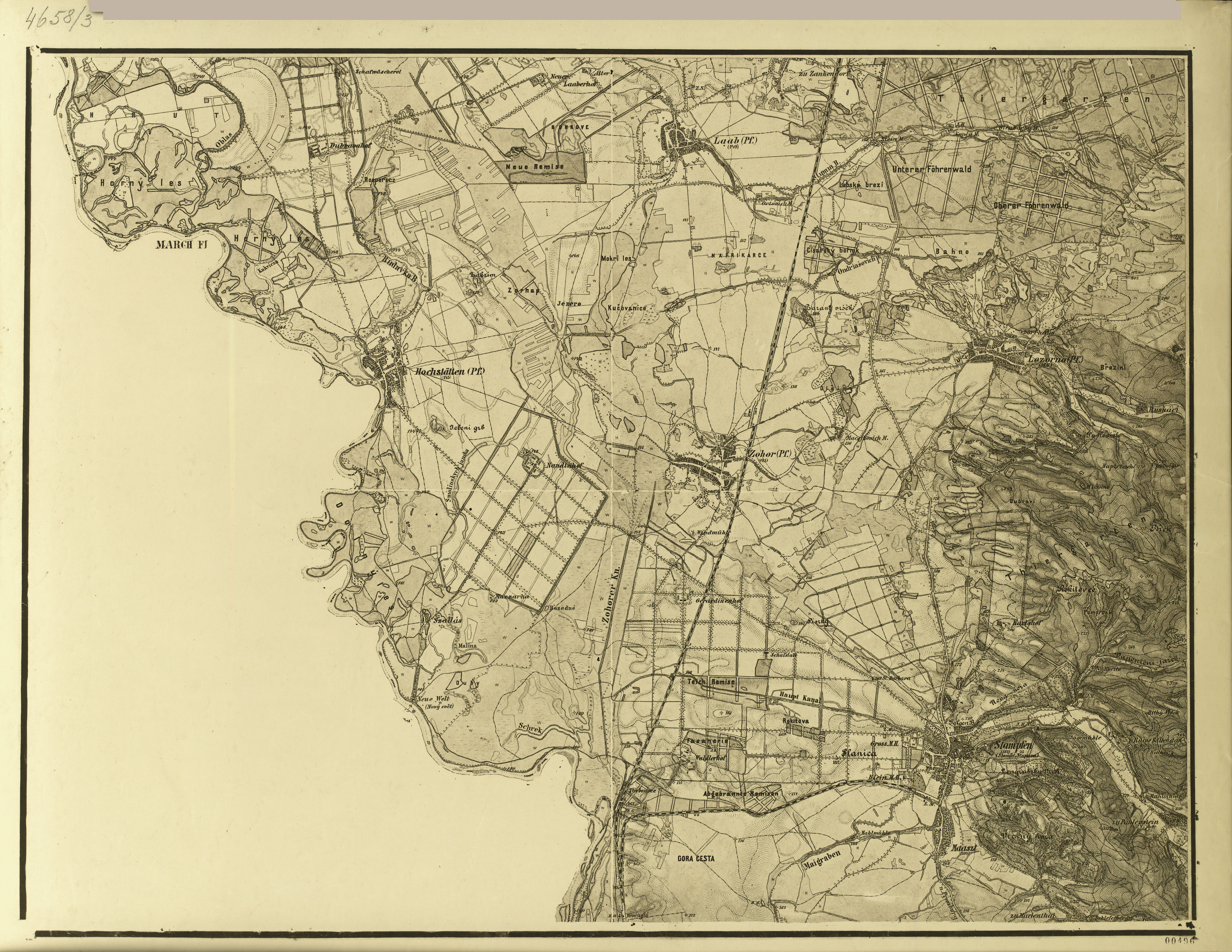
Aufnahmeblatt aus dem Franzisco-josephinischen Kataster

## Geschichte
Die erste schriftliche Erwähnung erfolgte 1271 unter dem Namen Znoyssa.

## Bevölkerung
| Jahr                | 1994 | 2004    | 2014     | 2024    |
| ------------------- | ---- | ------- | -------- | ------- |
| Anzahl der Personen | 1790 | 1919    | 2211     | 2221    |
| Unterschied         |      | +7,20 % | +15,21 % | +0,45 % |

| Jahr                | 2023 | 2024    |
| ------------------- | ---- | ------- |
| Anzahl der Personen | 2224 | 2221    |
| Unterschied         |      | −0,13 % |

Nach der Volkszählung 2011 wohnten in Vysoká pri Morave 2155 Einwohner, davon 2034 Slowaken, 20 Tschechen, 13 Magyaren, sieben Roma, vier Mährer sowie jeweils ein Pole und Russine. Drei Einwohner gaben eine andere Ethnie an und 72 Einwohner machten keine Angabe zur Ethnie.
1404 Einwohner bekannten sich zur römisch-katholischen Kirche, 30 Einwohner zur Evangelischen Kirche A. B., acht Einwohner zur orthodoxen Kirche, sieben Einwohner zur griechisch-katholischen Kirche, jeweils vier Einwohner zu den Baptisten, zu den Mormonen und zur reformierten Kirche, jeweils drei Einwohner zu den christlichen Gemeinden, zur evangelisch-methodistischen Kirche und zur tschechoslowakischen hussitischen Kirche sowie jeweils ein Einwohner zu den Zeugen Jehovas, zur altkatholischen Kirche und zur apostolischen Kirche. 18 Einwohner bekannten sich zu einer anderen Konfession, 467 Einwohner waren konfessionslos und bei 197 Einwohnern wurde die Konfession nicht ermittelt.

## Verkehr
Durch Vysoká pri Morave verläuft die Cesta III. triedy 1106 („Straße 3. Ordnung“) zwischen Stupava und Záhorská Ves sowie eine Lokalstraße von Zohor heraus. Die Gemeinde hatte je einen Bahnhof und eine Haltestelle an der Bahnstrecke Zohor–Záhorská Ves, seit Dezember 2019 wird die Strecke aber nicht mehr im Reiseverkehr angefahren.
Ungefähr fünf Kilometer südlich von Vysoká pri Morave wurde am 7. Mai 2022 nach einem Jahr Bauzeit eine neue Fahrrad- und Fußgängerbrücke mit dem offiziellen Namen VysoMarch über die March ins österreichische Marchegg offiziell eröffnet.

## Söhne und Töchter der Gemeinde
- Zoltán von Halmay (1881–1956), ungarischer Schwimmer und Schwimmtrainer